# Nimtscha
Das Nimtscha, auch Nemetsche, war ein asiatisches Gewichtsmaß in der Größe eines halben Kilogramms und galt in Turkestan und Buchara.
- Buchara 1 Nimtscha = 107 Miskals = 499,0922 Gramm
- Turkestan 1 Nimtscha = 489,762 Gramm

Die Maßkette war
- Buchara  1 Batman = 2 Nemman = 8 Seer = 64 Tscharik = 256 Nimtscha = 127,7676 Kilogramm
- Turkestan  1 Batman = 256 Nimtscha = 125,37907[2]